# Arblade-le-Bas
Arblade-le-Bas este o comună în departamentul Gers din sudul Franței. În 2009 avea o populație de 141 de locuitori.

## Evoluția populației
| An        | 1975 | 1982 | 1990 | 1999 | 2006 | 2009 |
| --------- | ---- | ---- | ---- | ---- | ---- | ---- |
| Populație | 106  | 107  | 111  | 109  | 124  | 141  |